# トミー・ガン (曲)
「トミー・ガン」 (Tommy Gun) は、ロンドン・パンク・ロックバンド ザ・クラッシュの7枚目のシングル。セカンドアルバム『動乱』の収録曲である。

## 概要
ジョー・ストラマーは、彼のテロリストに対する思いと、彼らが自らの殺戮記事をおそらく喜んで読む（俳優が出演作の映画評を読むように）ことからこの曲の発想を得たと語る。
ギャング映画のマシンガンのようなトッパー・ヒードンのスネア、ディストーションとフィードバックを一杯に効かせたギター、暴力を容認せず、有罪とするストラマーの皮肉な歌詞。
近年発売された『シングルズ・ボックス』のライナーノーツでカール・バラーは、トミー・ガンは当時の音楽シーンで、何が世界で起きているか、そしてその本当の問題について語った点で重要だったと述べた。彼はこう言う、「トミー・ガンは1970年代後半の、ドイツ赤軍や赤い旅団のようなテロ組織に関係する気まぐれな風潮の中での作品だ。」
これはビートルズの「レボリューション」のパンク・ロック化に似ている。